# Love and Mr. Lewisham
Love and Mr. Lewisham o anche L'amore = Love and Mr. Lewisham: storia di una coppia assai giovane è un libro di H. G. Wells; pubblicato da Harper & Brothers nel Regno Unito nel 1899 - 1900, e da Antonio Vallardi Editore in Italia nel 1904. È uno dei primi libri di Wells che non riguarda la fantascienza.

## Trama
Mr. Lewisham è un insegnante di 18 anni in una scuola del Sussex, si innamora di Ethel Henderson; per via di questo amore Lewisham perde la sua posizione; si trasferisce a Londra per trovarla; ma non riesce nel suo intento.
Due anni e mezzo dopo Lewisham è diventato un socialista convinto, e studia alla Normal School of Science di Suoth Kensington; ed è oggetto di interesse per una studentessa: Alice Heydinger. Tuttavia, in una seduta spiritica incontra di nuovo Ethel; il protagonista si rende conto che il patrigno di lei, Mr. Chaffery, che teneva la seduta, è un ciarlatano, e Lewisham è intenzionato a portare Ethel via da lui. Decidono di sposarsi, e lui rinuncia alla sua carriera politica. Quando Chaffery scappa coi soldi dei clienti in Europa, fuori dal Regno Unito; Lewisham acconsente a vivere con Ethel e la vecchia madre (moglie di Chaffery).

## Critica
Il libro è stato accolto generalmente bene; anche da critici recenti; fu paragonato da Sir Richard Gregory al romanzo di Thomas Hardy Jude l'Oscuro.